# Gli innamorati in verde
Gli innamorati in verde è un dipinto a Gouache e olio su carta incollata su cartone (48x45,5 cm) realizzato tra il 1914 ed il 1915 dal pittore Marc Chagall.
Fa parte di una collezione privata.